# José Antonio Griñán
José Antonio Griñán Martínez (ur. 7 czerwca 1946 w Madrycie) – hiszpański polityk, prawnik i samorządowiec, parlamentarzysta i minister, w latach 2009–2013 prezydent wspólnoty autonomicznej Andaluzji.

## Życiorys
Z wykształcenia prawnik, ukończył studia na Uniwersytecie w Sewilli. Od 1970 pracował w państwowym korpusie inspektorów pracy. Zaangażował się w działalność polityczną w ramach Hiszpańskiej Socjalistycznej Partii Robotniczej. W latach 1982–1986 pełnił funkcję wiceministra pracy w rządzie Andaluzji, następnie w administracji tej wspólnoty autonomicznej był wiceministrem zdrowia (od 1986) i ministrem zdrowia (od 1990).
W styczniu 1992 dołączył do hiszpańskiego rządu, premier Felipe González powierzył mu stanowisko ministra zdrowia. W lipcu 1993 przeszedł na urząd ministra pracy i ochrony socjalnej, który sprawował do maja 1996. W 1993 został wybrany w skład Kongresu Deputowanych V kadencji. Z powodzeniem ubiegał się o reelekcję w wyborach w 1996 i 2000, zasiadając w niższej izbie Kortezów Generalnych do 2004. Powrócił następnie do andaluzyjskiego rządu, obejmując stanowiska ministra gospodarki (2004) i zastępcy prezydenta (2008). Był także posłem do parlamentu wspólnoty autonomicznej.
W kwietniu 2009 został nowym prezydentem Andaluzji, stanowisko to zajmował do września 2013. Od 2012 do 2014 pełnił organizacyjną funkcję przewodniczącego PSOE. W latach 2013–2015 wchodził w skład hiszpańskiego Senatu. Złożył mandat senatora w związku z przedstawieniem mu zarzutów korupcyjnych.
Odznaczony Krzyżem Wielkim Orderu Karola III.